# Ђорђе Јовановић
Ђорђе Ђока Јовановић (Нови Сад, 21. јануар 1861 — Београд, 23. март 1953) био је српски вајар и академик Српске академије наука и уметности.
Као један од оснивача Уметничке школе, из које је касније настала Уметничка академија, Јовановић је био веома посвећен педагошком раду. Најзначајнији део његовог стваралачког опуса представљају јавни споменици и портрети, међу којима посебно место заузимају Споменик косовским јунацима у Крушевцу, Кнезу Милошу у Пожаревцу, Јосифу Панчићу, Кости Таушановићу, Вуку Караџићу и Војводи Вуку у Београду, као и низ споменика на београдском Новом гробљу.

## Биографија
Рођен је у Новом Саду као најмлађе седмо дете, у породици грчког порекла. Од оца Николе Јовановића који био је учитељ, а мајке лепе Гркиње Јоханиде или Јованке (по српски). Породица се преселила због очеве службе у Пожаревац, где је завршио он основну школу. Учитељ Јовановић се ту дружио са колегом Ђуром Јакшићем, који је "кир" Николу описао у приповетки "Чича Тима": "дебели даскал, родом из Јеладе". Ђорђе је кренуо у Крагујевачку гимназију, па је по мајчиној жељи прешао убрзо на Земљодељско-шумарску школу у Пожаревцу. По мајчиној смрти измолио је министра просвета 1879. године, да му се дозволи упис у гимназију.
По завршеној београдској Реалци 1882. године, уписао је Велику школу у Београду, где је на Техничкој школи, на одсеку за архитектуру, студирао годину дана. Студије је прекинуо због одласка у Беч где је 1884. уписао Академију ликовних уметности. Већ наредне године прешао је у Минхен, и наставио студије на Академији, у класи проф. М. Видмана (M. Widnmann). Оженио се први пут током студија у Минхену, са Немицом, Емом Викторијом Шајтлер. Из тог "нескладног" брака родила су се два сина, Александар и Мирко. Након растављања, пребацио је отац оба сина у Париз где је наставио образовање. У престоници Француске упознаће младу девојку Парижанку од 15 година - Маргарету, која ће му прво помоћи око деце, а затим постати и супруга. Син Мирко, ће погинути у Првом светском рату на реци Марни 1915. године, борећи се као добровољац у француској Легији странаца. Из Минхена је 1887. прешао у Париз и тамо је на École des Beaux-Arts, у класи професора Шапија и Енжаблера дипломирао вајарство 1890. Био је први српски академски вајар.
Вратио се у Србију и током 1891. радио као наставник цртања у Првој београдској гимназији. Већ 1892. поново је отишао у Париз, где је остао до 1903. Поново се вратио у Београд где је постао професор, а потом и директор Уметничко-занатске школе, од 1905. до 1919, с тим што је ратне године провео у Француској. После рата, до пензионисања 1926, радио је као професор у Четвртој београдској гимназији и као инспектор Министарства грађевина. Члан Српске краљевске академије наука и уметности од марта 1921.
Ђорђе Јовановић је био атлетског стаса и авантуристичког - спортског духа, и спада у прве и најбоље српске велосипедисте и планинаре. Правио је неколико великих европских тура, возећи велосипед (претечу бицикла) по хиљаду и више километара километара у низу, као 1886. године. Упутио се из Париза у румунски град Костанцу на обали Црног мора. Његова уметнички грађена и украшена вила у београдској улици Скерлићева 6. била је прави уметнички дом. У тој кући са великим атељеом, он ће извајати сјајна дела и мирно проживети уз своју другу супругу, много млађу Францускињу, лепотицу Марго.
Он је један од оснивача сликарског друштва Лада и њен члан до 1910. Био је у члан и уметничког друштва Медулић. После рата поново је био члан Ладе, све до 1932. Један је од оснивача Удружења ликовних уметника Београда.
Сматрао је да у тадашњем српском друштву људи који разумеју шта је уметност, професори, учитељи, немају новаца, док да они који имају новца се више интересују за аутомобиле.
Изабран је за редовног члана Српске краљевске академије 16. фебруара 1920.

## Дело
Први пут је излагао на Париском салону и Светској изложби у Паризу 1889, тада је добио бронзану медаљу. Добио је златну медаљу на Светској изложби 1900. године у Паризу. Самостално је излагао први пут у Новом Саду 1905, а потом често у Београду.
Своја дела је излагао у оквиру павиљона Краљевине Србије на међународној изложби у Риму 1911. године.
Припада првој генерацији српских вајара чије деловање има пионирски карактер. Урадио је велики број биста и скулптура, али и медаља, плакета. Од његових радова најпознатији су: Споменик Јосифу Панчићу (1891) у Универзитетском парку у Београду; споменик кнезу Милошу Обреновићу (1898) у Пожаревцу; споменик Косовским јунацима (1910) у Крушевцу; Црногорац на стражи (1903) у париској општини; споменик Бранку Радичевићу (1899) у Сремским Карловцима; споменик војводи Мишићу (1921); Споменик Вуку Караџићу (1929) у Београду; споменик војводи Степи Степановићу (1930) итд.
| „... Они много лутају, а требали би већ да нађу свој пут. Видите, многи од њих мисле да је уметност, само оно што је најновије, последња мода, па био то ма какав екстрем. А у уметности, нема новог и старог; постоји само добро – уметност, и рђаво- неуметност. Правци, школе и разни „...изми“ то је све споредно...“ — Ђорђе Јовановић о уметности и уметницима свог доба.” |

## Галерија
- Медаљони на Дому Народне скупштине Републике Србије
- Споменик Јосифу Панчићу
- Споменик Јовану Суботићу
- Споменик косовским јунацима у Крушевцу
- Вуков споменик
- Споменик војводи Вуку
- Споменик Милошу Обреновићу
- Милован Глишић
- Биста краљице Марије Карађорђевић
- Биста Катарине Стојимировић
- Мирис ружа
- Две музе - наука и уметност, 1942, Галерија САНУ
- Персонификација Србије (1909)
- Лик Марка Стојановића, вицегувернера НБС, бронза, пречник 21 cm, 1914.
- Влахо Буковац, 1924.
- Гуслар, скулптура испред Галерије Матице српске